# ألبرت ليفان
ألبرت ليفان (بالسويدية: Albert Levan)‏ هو عالم نبات وأستاذ جامعي وعالم وراثة وعالم أحياء سويدي، ولد في 8 مارس 1905 في غوتنبرغ في السويد، وتوفي في 28 مارس 1998 في لوند في السويد.